# Stara Wieś Druga (województwo lubelskie)
Stara Wieś Druga – wieś w Polsce położona w województwie lubelskim, w powiecie lubelskim, w gminie Bychawa.
Miejscowość leży blisko Starej Wsi Pierwszej i Starej Wsi Trzeciej.
W latach 1975–1998 miejscowość położona była w województwie lubelskim.
Wieś stanowi sołectwo gminy Bychawa. Według Narodowego Spisu Powszechnego z roku 2011 wieś liczyła 216 mieszkańców.
Wieś jest siedzibą rzymskokatolickiej parafii św. Stanisława.